# باربارا بریسکا
باربارا بریسکا (لهستانی: Barbara Brylska؛ زادهٔ ۵ ژوئن ۱۹۴۱) بازیگر پُرکار اهل لهستان است.
او دانش‌آموختهٔ رشتهٔ بازیگری در مدرسه ملی فیلم ووچ است و در فیلم‌های بیشماری در کشورهای عضو پیمان ورشو از جمله در اتحاد جماهیر شوروی بازی کرد.
از فیلم‌ها یا مجموعه‌های تلویزیونی که وی در آن‌ها نقش داشته است، می‌توان به جمهوری امید، در خوشی و سختی، ماجراهای میخاو، ترانه عاشقانه‌ای برای یانوشک، قماری بالاتر از زندگی، طنز سرنوشت، آنگاه سکوت فرا خواهد رسید، فرعون و سرهنگ وُوُدیوفسکی اشاره نمود.
وی همچنین برندهٔ جوایزی همچون جایزه دولتی اتحاد شوروی شده است.